# Saison 2020 de la Major League Rugby
Navigation
2019 2021
La Major League Rugby 2020 est la 3e édition de la compétition qui se déroule du 8 février au 21 juin 2020. Elle oppose douze équipes représentatives des États-Unis et du Canada.
La saison est interrompue après la 5e journée à cause de la pandémie de Covid-19.

## Les 12 franchises participantes

### Carte
| \| Austin Colorado Houston San Diego Seattle Utah Nlle-Angleterre Nlle-Orléans Washington New York Atlanta Toronto \| Localisation des clubs de la Major League Rugby 2020 |
| Austin Colorado Houston San Diego Seattle Utah Nlle-Angleterre Nlle-Orléans Washington New York Atlanta Toronto                                                            |

### Stades
| Conférence | Équipe                               | Ville                    | Stade                      | Capacité    |
| ---------- | ------------------------------------ | ------------------------ | -------------------------- | ----------- |
| Est        | Free Jacks de la Nouvelle-Angleterre | Weymouth (Massachusetts) | Union Point Sports Complex | 2 000       |
| Est        | Gold de La Nouvelle-Orléans          | Metairie (Louisiane)     | Gold Mine                  | 10 000      |
| Est        | Old Glory DC                         | Washington DC            | Cardinal Stadium (en)      | 3 500       |
| Est        | Rugby United New York                | New York (New York)      | MCU Park                   | 7 000       |
| Est        | Rugby ATL                            | Marietta (Géorgie)       | Lupo Family Field          | 2 500       |
| Est        | Arrows de Toronto                    | Toronto (Ontario)        | Alumni Field Stade Lamport | 2 500 9 600 |
| Ouest      | Gilgronis d'Austin                   | Austin (Texas)           | Bold Stadium               | 5 000       |
| Ouest      | Raptors du Colorado                  | Glendale (Colorado)      | Infinity Park              | 5 000       |
| Ouest      | Sabercats de Houston                 | Houston (Texas)          | Aveva Stadium              | 4 000       |
| Ouest      | Legion de San Diego                  | San Diego (Californie)   | Torero Stadium             | 6 000       |
| Ouest      | Seawolves de Seattle                 | Tukwila (Washington)     | Starfire Sports            | 4 500       |
| Ouest      | Warriors de l'Utah                   | Herriman (Utah)          | Zions Bank Stadium         | 5 000       |

## Résumé des résultats
Tables de classement après la cinquième journée (des 7 et 8 mars) pour les deux conférences.

### Classement de la phase régulière

#### Conférence Est
| Rang | Club                                 | J | V | N | D | Pm  | Pe  | Diff | Pts |
| ---- | ------------------------------------ | - | - | - | - | --- | --- | ---- | --- |
| 1    | Arrows de Toronto                    | 5 | 4 | 0 | 1 | 151 | 79  | +72  | 19  |
| 2    | Old Glory DC                         | 5 | 4 | 0 | 1 | 122 | 129 | -7   | 17  |
| 3    | Gold de La Nouvelle-Orléans          | 5 | 3 | 0 | 2 | 135 | 102 | +33  | 16  |
| 4    | Rugby United New York                | 5 | 3 | 0 | 2 | 136 | 131 | +5   | 15  |
| 5    | Rugby ATL                            | 5 | 2 | 0 | 3 | 116 | 110 | +6   | 12  |
| 6    | Free Jacks de la Nouvelle-Angleterre | 5 | 1 | 0 | 4 | 139 | 158 | -19  | 10  |

#### Conférence Ouest
| Rang | Club                     | J | V | N | D | Pm  | Pe  | Diff | Pts |
| ---- | ------------------------ | - | - | - | - | --- | --- | ---- | --- |
| 1    | Legion de San Diego      | 5 | 5 | 0 | 0 | 161 | 108 | +53  | 23  |
| 2    | Warriors de l'Utah       | 5 | 2 | 1 | 2 | 125 | 134 | -9   | 12  |
| 3    | Raptors du Colorado      | 5 | 2 | 0 | 3 | 98  | 130 | -32  | 9   |
| 4    | Seawolves de Seattle (T) | 5 | 1 | 0 | 4 | 138 | 162 | -24  | 8   |
| 5    | Gilgronis d'Austin       | 5 | 1 | 1 | 3 | 104 | 155 | -51  | 7   |
| 6    | Sabercats de Houston     | 5 | 1 | 0 | 4 | 99  | 116 | -17  | 6   |

## Statistiques

### Meilleurs réalisateurs
| Rang | Joueur          | Club                        | Poste            | Points |
| ---- | --------------- | --------------------------- | ---------------- | ------ |
| 1    | Jason Robertson | Old Glory DC                | Demi d'ouverture | 67     |
| 2    | Sam Malcolm     | Arrows de Toronto           | Demi d'ouverture | 60     |
| 3    | Samuel Windsor  | Sabercats de Houston        | Demi d'ouverture | 57     |
| 4    | Carl Meyer      | Gold de La Nouvelle-Orléans | Centre           | 48     |
| 5    | Cathal Marsh    | Rugby United New York       | Demi d'ouverture | 45     |
| 6    | Hagen Schulte   | Warriors de l'Utah          | Demi d'ouverture | 43     |
| 7    | Luke Burton     | Legion de San Diego         | Demi d'ouverture | 37     |
| 8    | Kurt Coleman    | Rugby ATL                   | Demi d'ouverture | 36     |

### Meilleurs marqueurs
| Rang | Joueur           | Club                                 | Poste            | Essais |
| ---- | ---------------- | ------------------------------------ | ---------------- | ------ |
| 1    | Riekert Hattingh | Seawolves de Seattle                 | Troisième ligne  | 5      |
| 2    | Cam Dolan        | Gold de La Nouvelle-Orléans          | Troisième ligne  | 4      |
| 2    | Dan Moor         | Arrows de Toronto                    | Ailier           | 4      |
| 2    | Tiaan Erasmus    | Gilgronis d'Austin                   | Talonneur        | 4      |
| 2    | John Poland      | Free Jacks de la Nouvelle-Angleterre | Demi de mêlée    | 4      |
| 6    | Alex Maughan     | Rugby ATL                            | Talonneur        | 3      |
| 6    | Sam Windsor      | Sabercats de Houston                 | Demi d'ouverture | 3      |
| 6    | Dean Muir        | Legion de San Diego                  | Talonneur        | 3      |